# Bollywood Movie Award/Beste Choreografie
Der Bollywood Movie Award Best Choreography ist eine Kategorie des jährlichen Bollywood Movie Awards für indische Filme in Hindi.
Farah Khan ist viermalige Gewinnerin.
Liste der Preisträger:
| Jahr | Film                     | Choreograf        |
| ---- | ------------------------ | ----------------- |
| 1999 | Kuch Kuch Hota Hai       | Farah Khan        |
| 2000 | kein Preis               | kein Preis        |
| 2001 | Fiza                     | Ganesh Hegde      |
| 2002 | Kabhi Khushi Kabhie Gham | Farah Khan        |
| 2003 | Devdas                   | Saroj Khan        |
| 2004 | Koi Mil Gaya             | Farah Khan        |
| 2005 | Main Hoon Na             | Farah Khan        |
| 2006 | Bunty Aur Babli          | Vaibhavi Merchant |
| 2007 | Dhoom – Back in Action   | Vaibhavi Merchant |